# 杨小天
杨小天（1969年1月—），男，汉族，吉林长春人，中华人民共和国政治人物，中国农工民主党党员，第十三届全国人民代表大会吉林地区代表。

## 生平
2018年2月24日，当选为第十三届全国人大代表。